# Sara Maldonado
Sara Maldonado Fuentes (Jalapa, estado de Veracruz, México, dia 10 de Março de 1980) é uma atriz mexicana. Ela tem dois irmãos mais velhos, Mario, Jesús e uma irmã, Fabiola. Em 13 de dezembro de 2007, Sara casou-se com produtor de filmes, Billy Rovzar, e se separou em 2011.

## Biografia
Quando Sara já havia feito dois anos de faculdade de teatro ganhou uma oportunudade: participar do concurso "El Rostro del Heraldo", organizado por El Heraldo de México e igual a várias amigas suas do CEA (Centro de Educação Artistica,da Televisa), ela ganhou em primeiro lugar. Depois disso começaram a aparecer novas chances.
Ela estreou como o protagonista da novela mexicana A Vida é um Jogo em 2001, no papel de Lorena 'Lore' Alvarez. Nos anos de 2002 e 2003, ela participou na novela mexicana teen Classe 406, no papel de Tatiana del Moral. Em Abril de 2004, ela foi escolhida novamente para o papel de liderança de Diana Antillón de La Reguera na novela Corações ao Limite.
Foi protagonista também na novela Mundo de Feras, e em 2007 atuou em mas uma produção de telenovela (categoria juvenil), denominada Tormenta no Paraíso. A telenovela, que foi produzida por Juan Osorio, é uma história original de Caridad Bravo Adams, baseado em uma lenda de tempos pré-hispânicos.
Sara Maldonado estava radiante com a estreia da novela Aurora, produzida pela Telemundo, da qual ela é protagonista. A felicidade foi interrompida por um episódio trágico em sua vida: na quinta, 4 de novembro de 2010, seu pai faleceu de uma parada cardíaca. Sara viajou às pressas dos Estados Unidos para o México para acompanhar o velório.

## Telenovelas
- Por amar sin ley (2020) - Arlette
- Los elegidos (2019)[3] -  Jimena García de García
- Las malcriadas (2017) - Laura Espinoza / Belén Montalvo
- Perseguidos (2016-2017) - Patricia "La Perrys" Aŕevalo
- Camelia la Texana (2014) - Camelia Pineda "La Texana"
- El Octavo Mandamiento (2011) - Camila San Millán
- La Reina del Sur (2011) - Verónica Cortés "Guadalupe Romero"
- Aurora (2010) - Aurora Ponce de León
- Tormenta en el Paraiso (2007) - Aymar Lazcano Mayu
- Mundo de fieras  (2006) - Paulina Cervantes  Bravo
- Corazones al límite (2004) - Diana Antillón de La Reguera
- Clase 406 (2002/2003) - Tatiana del Moral
- El Juego de la Vida  (2001) - Lorena Álvarez